# Finale della Coppa UEFA 1998-1999
La finale della 28ª edizione della Coppa UEFA si è tenuta il 12 maggio 1999 allo stadio Lužniki di Mosca tra gli italiani del Parma e i francesi dell'Olympique Marsiglia. All'incontro hanno assistito circa 62 000 spettatori. La partita, arbitrata dallo scozzese Hugh Dallas, ha visto la vittoria per 3-0 della squadra emiliana.

## Le squadre
| Squadre             | Partecipazioni precedenti (il grassetto indica la vittoria) |
| ------------------- | ----------------------------------------------------------- |
| Parma               | 1 (1995)                                                    |
| Olympique Marsiglia | Nessuna                                                     |

## Il cammino verso la finale
Il Parma di Alberto Malesani ha esordito contro i turchi del Fenerbahçe perdendo inaspettatamente 1-0 a Istanbul, ma vincendo a Parma 3-1 nel ritorno. Nel secondo turno gli italiani hanno affrontato i polacchi del Wisła Cracovia, sconfitti col risultato aggregato di 3-2. Agli ottavi di finale gli scozzesi dei Rangers sono riusciti a pareggiare 1-1 a Glasgow, prima di essere battuti per 3-1 al Tardini. Ai quarti i Ducali hanno affrontato i francesi del Bordeaux che avevano illuso i propri tifosi vincendo 2-1 la gara d'andata, prima di subire un tennistico 6-0 in Italia. In semifinale gli spagnoli dell'Atlético Madrid, in una riedizione della semifinale della Coppa delle Coppe 1992-1993, si sono arresi con un risultato complessivo di 5-2.

La formazione dell'Olympique Marsiglia scesa in campo nella semifinale di ritorno a Bologna.

L'Olympique Marsiglia di Rolland Courbis ha iniziato il cammino europeo contro i cechi del Sigma Olomouc che sono stati eliminati con un 6-2 tra andata e ritorno. Nel secondo turno i francesi hanno affrontato i tedeschi del Werder Brema battendoli con un risultato complessivo di 4-3. Agli ottavi è andato in scena il derby col Monaco che ha visto i marsigliesi avere la meglio sui monegaschi, sconfitti con un 3-2 tra andata e ritorno. Ai quarti di finale l'OM ha affrontato gli spagnoli del Celta Vigo, vincendo 2-1 al Vélodrome e pareggiando 0-0 al Balaídos. In semifinale i sorprendenti italiani del Bologna, arrivati a giocarsi l'accesso alla finale partendo dall'Intertoto, furono sconfitti dai francesi solo grazie alla regola dei gol fuori casa, in virtù del pareggio a reti inviolate di Marsiglia e di quello per 1-1 al Dall'Ara.

## La partita

Il parmense Enrico Chiesa, tra i capocannonieri dell'edizione e autore del definitivo 3-0 in finale.

A Mosca va in scena la finale tra il Parma, già campione nel 1995, e il Marsiglia, giunto imbattuto in finale. Per i francesi l'impresa non è semplice, visto che ha quattro giocatori squalificati per via dell'incresciosa rissa verificatasi a Bologna al termine della semifinale di ritorno.
Al 26' Hernán Crespo, approfittando di un retropassaggio impreciso di Laurent Blanc, apre le marcature con un morbido pallonetto di destro. Dieci minuti dopo Paolo Vanoli bissa di testa su cross di Diego Fuser e, a inizio ripresa, Enrico Chiesa chiude definitivamente i giochi. Per il Parma si tratta della seconda Coppa UEFA in quattro anni, mentre il Marsiglia è la terza squadra francese a fallire l'obiettivo in finale.

## Tabellino
| Arbitro: | Hugh Dallas |

|                                  |           |  |
| Crespo 25’ Vanoli 36’ Chiesa 55’ | Marcatori |  |

| Parma | Marsiglia |

| Parma (3-4-1-2)  |    |                      |     |     |
|                  |    |                      |     |     |
| POR              | 1  | Gianluigi Buffon     |     |     |
| DIF              | 21 | Lilian Thuram        |     |     |
| DIF              | 6  | Néstor Sensini       |     |     |
| DIF              | 17 | Fabio Cannavaro      |     |     |
| TOS              | 24 | Paolo Vanoli         |     |     |
| CEN              | 15 | Alain Boghossian     |     |     |
| CEN              | 8  | Dino Baggio          |     |     |
| TOD              | 7  | Diego Fuser          |     |     |
| TRQ              | 11 | Juan Sebastián Verón |     | 77’ |
| ATT              | 20 | Enrico Chiesa        |     | 73’ |
| ATT              | 9  | Hernán Crespo        |     | 84’ |
| A disposizione:  |    |                      |     |     |
| POR              | 28 | Davide Micillo       |     |     |
| DIF              | 4  | Luigi Sartor         |     |     |
| DIF              | 14 | Roberto Mussi        |     |     |
| DIF              | 26 | Luigi Apolloni       |     |     |
| CEN              | 23 | Stefano Fiore        |     | 77’ |
| ATT              | 18 | Abel Balbo           |     | 73’ |
| ATT              | 10 | Faustino Asprilla    | 89’ | 84’ |
| Allenatore:      |    |                      |     |     |
| Alberto Malesani |    |                      |     |     |

| Olympique Marsiglia (5-3-2) |    |                    |     |     |
|                             |    |                    |     |     |
| POR                         | 16 | Stéphane Porato    |     |     |
| DIF                         | 2  | Patrick Blondeau   | 50’ |     |
| DIF                         | 5  | Laurent Blanc      |     |     |
| DIF                         | 17 | Cyril Domoraud     |     |     |
| DIF                         | 28 | Edson              |     | 46’ |
| CEN                         | 4  | Pierre Issa        |     |     |
| CEN                         | 8  | Frédéric Brando    |     |     |
| CEN                         | 27 | Daniel Bravo       |     |     |
| CEN                         | 10 | Jocelyn Gourvennec |     |     |
| ATT                         | 7  | Robert Pirès       |     |     |
| ATT                         | 9  | Florian Maurice    |     |     |
| A disposizione:             |    |                    |     |     |
| POR                         | 30 | François Lemasson  |     |     |
| DIF                         | 12 | Tchiressoua Guel   |     |     |
| DIF                         | 29 | Jacques Abardonado |     |     |
| CEN                         | 22 | Martial Robin      |     |     |
| ATT                         | 13 | Titi Camara        |     | 46’ |
| ATT                         | 19 | Cédric Mouret      |     |     |
| ATT                         | 15 | Arthur Moses       |     |     |
| Allenatore:                 |    |                    |     |     |
| Rolland Courbis             |    |                    |     |     |